# Zofia Petersowa
Zofia Petersowa, z domu Majde (ur. 15 lipca 1899 w Warszawie, zm. 8 grudnia 1955 w Łodzi) – polska tłumaczka literatury niemieckiej, szwedzkiej i rosyjskiej.

## Życiorys
Przed II wojną światową była zaangażowana we wdrażanie planu dokształcania szkolnego w domach poprawczych (szczególnie dziewczęcych) w Warszawie i w więzieniu na Mokotowie oraz dokonywała przekładów sztuk teatralnych, m.in. „Plac Paryski 13" i powieści. Po II wojnie światowej zamieszkała w Łodzi przy ul. Stefana Żeromskiego 21. W Łodzi pracowała dla Spółdzielni Wydawniczej „Czytelnik” oraz pełniła funkcję szefowej Towarzystwa Wiedzy Powszechnej, potem redakcji Łódzkiej Rozgłośni Radiowej. Należała do Zarządu Łódzkiego Oddziału Związku Literatów Polskich. Była autorką pamiętników z II wojny światowej, opowiadań dla młodzieży oraz przekładów z literatury niemieckiej, szwedzkiej i rosyjskiej, m.in.: I. Bunina, E. E. Kischa, H. Fallady, A. Munthe, K. Stanisławskiego, L. Tołstoja, S. Zweiga.

### Życie prywatne
Była córką Norberta Majde (1855–1908) – technika i budowniczego w majątkach białocerkiewskich hrabiny M. Branickiej. Podczas II wojny światowej i po niej, aż do śmierci poszukiwała w Niemczech swojego aresztowanego i zaginionego męża. Pochowana została na cmentarzu Ewangelicko-Reformowanym przy ul. Żytniej w Warszawie (kwatera 0, rząd 2, miejsce 6 lub 8).

## Publikacje
- „Wrzesień Warszawy 1936” (Warszawa 1946)[2][10],
- „Odwet” (Łódź 1947)[2][10].

## Przekłady
- Vicki Baum: „Ludzie w hotelu”, „Studentka”[11],
- Iwan Bunin: „Wieś”, „Miłość Miti”, „Suchodół” (1959)[12][13], „Czara życia i inne opowiadania”[11],
- Egon Caesar Conte Corti(inne języki): „Cesarzowa Elżbieta”,
- Hans Fallada: „Czyż nie ma powrotu?”[2],
- Marie Frischauf(inne języki): „Szary człowiek” (1951)[14]
- Egon Erwin Kisch: „Wylądowałem w Australii”[2],
- Axel Munthe: „Księga z San Michele”[5],
- Nikołaj Popow: „Bitwa pod Borodino”,
- Albert Schweitzer: „Wśród czarnych na równiku”,
- Anna Seghers: „Opowiadania”, „Bunt rybaków z Santa Barbara”[11],
- Harry Sichrovsky: „Indie bez osłonek”[11],
- Aleksandr Sierafimowicz: „Na krze oraz inne opowiadania”[15]
- Konstantin Stanisławski: „Moje życie w sztuce”[16],
- Adrienne Thomas: „Cathérine zostaje żołnierzem” (1931)[4],
- Lew Tołstoj: „Wojna i Pokój”, „Wiedza”,
- Stefan Zweig: „Maria Antonina”, „Gwiazdy Ludzkości”[16], „Magellan”[2], „Niecierpliwość serca”[11].

## Odznaczenia
- Krzyż Kawalerski Orderu Odrodzenia Polski (1955)[2][7]